# FCM - Construções SA
A FCM – Construções, SA é uma empresa que atua no setor da Construção Civil e Obras Públicas. É especializada na execução de trabalhos de cofragem e estruturas de betão armado, desenvolvendo a sua atividade em todas as áreas da construção: habitação, edifícios não residenciais e engenharia civil. 

## História
1997 - Constituição da FCM – Sociedade de Construções, Lda.

Aliado aos anos de vasta experiência e conhecimentos alargados em construção civil dos seus fundadores, a FCM – Sociedade de Construções, Lda. nasce num período de forte crescimento no setor da construção em Portugal em 1997.
1999 – Construção da primeira obra de grande dimensão em regime de empreitada geral

Em 1999, com apenas dois anos de existência no mercado da construção, a FCM tem a seu cargo a primeira obra de grande dimensão em regime de Empreitada Geral, executando todo o projeto.
2002 – Participação na construção dos Estádios de Coimbra e Leiria com a execução de todos os trabalhos de cofragem

É com a participação da empresa nas emblemáticas obras de ampliação e construção dos novos estádios do Euro 2004 que a FCM se evidencia no mercado da construção e assume uma posição de destaque como especialista de cofragens.
2005 – FCM – Sociedade de Construções, Lda. agora designada FCM – Cofragens e Construções, S.A.

O crescimento sustentado da FCM, bem como a sua vasta experiência na área das cofragens e empreitada geral, levou a uma decisão estratégica que originou a alteração da designação social da empresa, permitindo um posicionamento no mercado adequado à sua evolução.
2008 – FCM muda de imagem

De forma a adaptar-se à evolução do mercado, a FCM investe na mudança da sua identidade corporativa, apostando numa imagem moderna e rejuvenescida, mantendo no logótipo os três pilares que deram origem à marca.
2010 – FCM ganha primeira obra na Argélia e entra no Brasil

Inserida no GRUPO FCM SGPS, S.A. que conta já com 6 empresas no ramo da construção, a FCM aposta numa estratégia de internacionalização estando já presente em vários países como Espanha, Roménia, Angola, Brasil e Argélia. FCM continua a crescer e a expandir o seu negócio para novos continentes.
2011 – Argélia constituição da GLOBTRACE.
Constituição da ALPOTRADE Serviços e Trading.
2012 – Argélia - Constituição da HASNAOUI FCM - Construção
2015 – Angola - Aquisição ICD – Inst. Técnicas, Comunicações e Domótica.
2016 – Aquisição da VIAMEC Construção e Gestão Imobiliária.
2017 – 20 Anos FCM Construções.
2018 – Constituição ICD – Instalações Eletromecânicas 
Argélia - Constituição da Inter Silra Argélia
2019 – Centralização do Grupo FCM, nas novas instalações de Pêro Pinheiro, Sintra, Lisboa.